# Thomas Reade
Pour les articles homonymes, voir Reade.
Thomas Reade, né le 1er septembre 1782 à Congleton dans le nord-ouest de l'Angleterre et décédé le 29 juillet 1849 à Tunis (Tunisie), est un officier supérieur britannique lors des guerres napoléoniennes, puis le consul général de son pays à Tunis.
Le nom de sir Thomas Reade est associé au célèbre sir Hudson Lowe, le geôlier de Napoléon Ier sur l'île Sainte-Hélène et gouverneur de l'île de 1816 à 1821 ; Reade a été le bras droit de celui-ci et le chef de la police de l'île jusqu'au décès de l'illustre prisonnier.

## Biographie

### Militaire
Orphelin dès l'âge de onze ans, il est alors élevé par sa famille qui le place comme apprenti dans un office de la ville natale. Mais cette vie ne lui convient guère et, dès qu'il le peut, il s'enrôle dans l'armée à seize ans. Il participe alors à la campagne de Hollande en 1799, puis à celle d'Égypte en 1801, avant d'être ensuite assigné au théâtre des opérations en Méditerranée à partir de 1805. Il se distingue notamment en Sicile en 1808, ce qui lui vaut la décoration la plus élevée de cette nation, l'ordre de Saint-Ferdinand et du mérite.
En 1813, il est envoyé en Espagne et participe aux dernières actions dans la péninsule Ibérique, puis suit l'invasion du duc de Wellington dans les Pyrénées jusqu'à Toulouse puis Bordeaux à la chute de l'Empire français en 1814.
Il embarque ensuite pour l'Amérique dans la guerre que livre l'Angleterre contre la nouvelle nation indépendante. Puis il revient en Europe lors du retour de Napoléon en France durant les Cent-Jours. Quelque temps avant la bataille de Waterloo, il est envoyé avec sir Hudson Lowe à Gênes pour organiser la résistance dans le Midi ; il se rend ensuite à Marseille où il apprend la nomination de son supérieur comme gouverneur de l'île de Sainte-Hélène et gardien du prisonnier Napoléon Bonaparte. Reade se rend en Angleterre avec Lowe et, en septembre 1815, est fait chevalier de l'ordre du Bain (C.B.) : il devient « sir » Thomas Reade. En octobre, il est promu lieutenant-colonel.
C'est dans le cadre de sa mission à Sainte-Hélène, comme bras droit de sir Hudson Lowe, que sir Thomas Reade devient tristement célèbre car il est le redouté chef de la police de l'île ; il utilise un réseau d'informateurs pour savoir tout ce qui s'y passe. Après la mort de Napoléon, le 5 mai 1821, il cherche cependant la réconciliation avec les officiers français de l'entourage du défunt prisonnier, ce qui tend à montrer que sa politique dans l'île avait été surtout une application stricte de ses devoirs plutôt que le fruit d'une haine particulière à l'encontre de Napoléon et de son entourage.

### Diplomate
À son retour en Angleterre, dans sa ville natale, il obtient en 1824 le poste de consul général auprès du bey de Tunis. Il reste à ce poste jusqu'à sa mort, ne revenant qu'une seule fois en Angleterre lors d'une visite d'une année environ. Avant son départ pour Tunis, il se marie avec Agnes Clogg.
À Tunis, il s'adonne à des activités archéologiques et scientifiques et s'intéresse à l'histoire naturelle. Il est notamment responsable de l'endommagement du mausolée libyco-punique de Dougga pour en extraire une inscription bilingue berbèro-punique qu'il envoie au British Museum. C'est grâce à celle-ci cependant que l'on commence à mieux connaître le punique comme langue antique. Côté diplomatie, sir Thomas Reade est très proche du bey et réussit à le convaincre, en 1842, d'abolir l'esclavage dans ses États. Sir Thomas Reade meurt d'un cancer à 67 ans, le 29 juillet 1849. Le bey l'honore d'obsèques nationales. Il est enterré dans le cimetière de l'église anglicane Saint-Georges de Tunis.